# Василевка (Старобешевский район)
Василевка (укр. Василівка) — село на Украине, находится в Старобешевском районе Донецкой области. Под контролем самопровозглашённой Донецкой Народной Республики.

## География
В Донецкой области имеется ещё 6 одноимённых населённых пунктов, в том числе 1 село Василевка в соседнем Волновахском районе и 1 село Василевка в соседнем Амвросиевском районе.
Село расположено на левом берегу реки под названием Кальмиус.

#### Соседние населённые пункты по странам света
С: Раздольное (на правом берегу Кальмиуса)
СЗ: Родниково
СВ: Весёлое, Подгорное, город Комсомольское (все три выше по течению Кальмиуса), Новозарьевка
З: Петровское (Стыльского сельского совета)
В: Воровское, Каменка
ЮЗ: Новоласпа
ЮВ: Краснополье, Широкое
Ю: Староласпа (ниже по течению Кальмиуса), Солнцево, Новомихайловка

## Население
Население по переписи 2001 года составляло 1131 человека.

## Общие сведения
Код КОАТУУ — 1424586802. Почтовый индекс — 87252. Телефонный код — 6253.

## Адрес местного совета
87252, Донецкая область, Старобешевский р-н, с. Раздольное, ул. Ленина, д.98